# Histoire naturelle
Pour les articles homonymes, voir Histoire naturelle (homonymie).

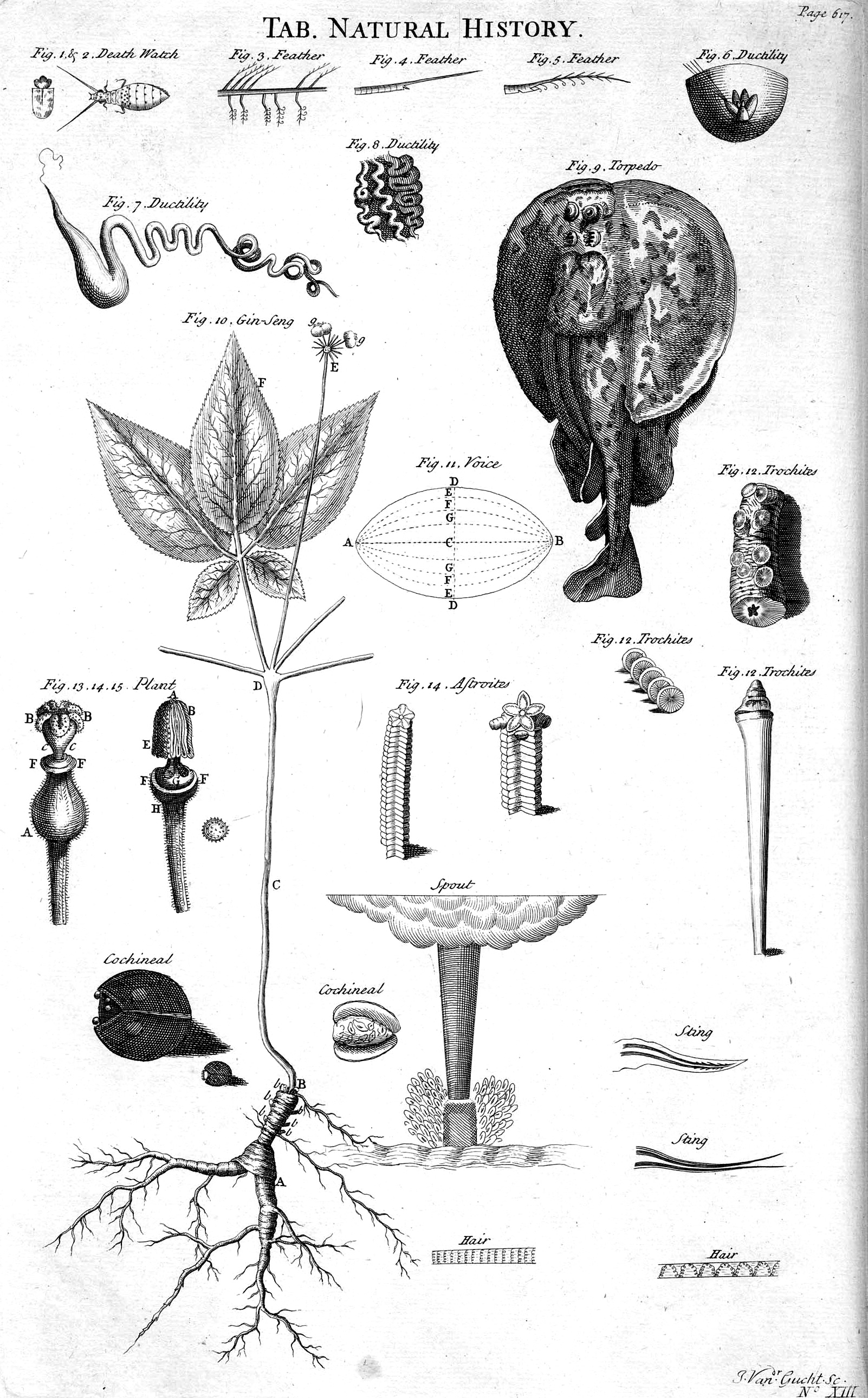
Tableau de l'histoire naturelle, 1728, Cyclopaedia.

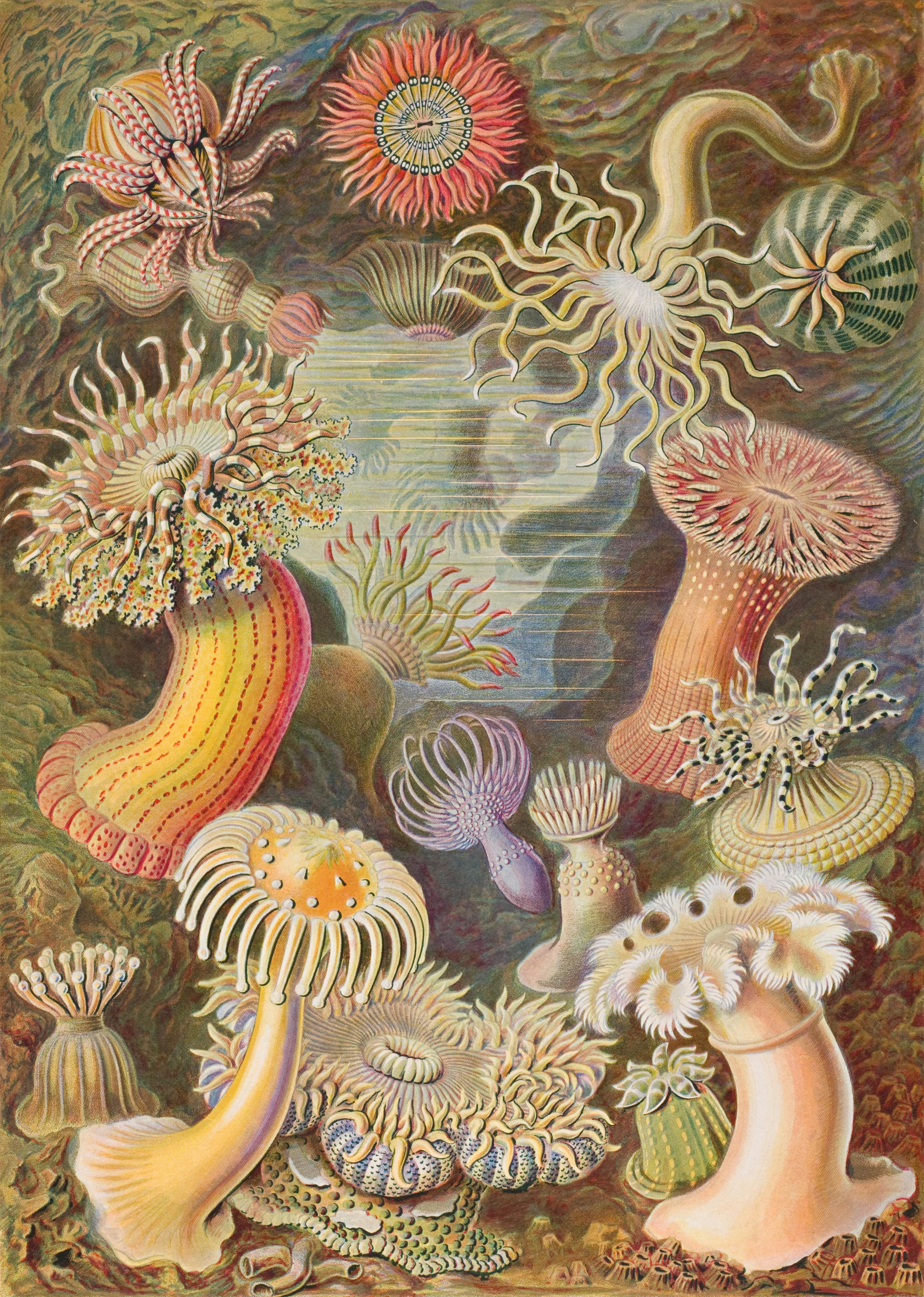
Anémones de mer, dessins de Ernst Haeckel (extrait de Kunstformen der Natur de 1904).

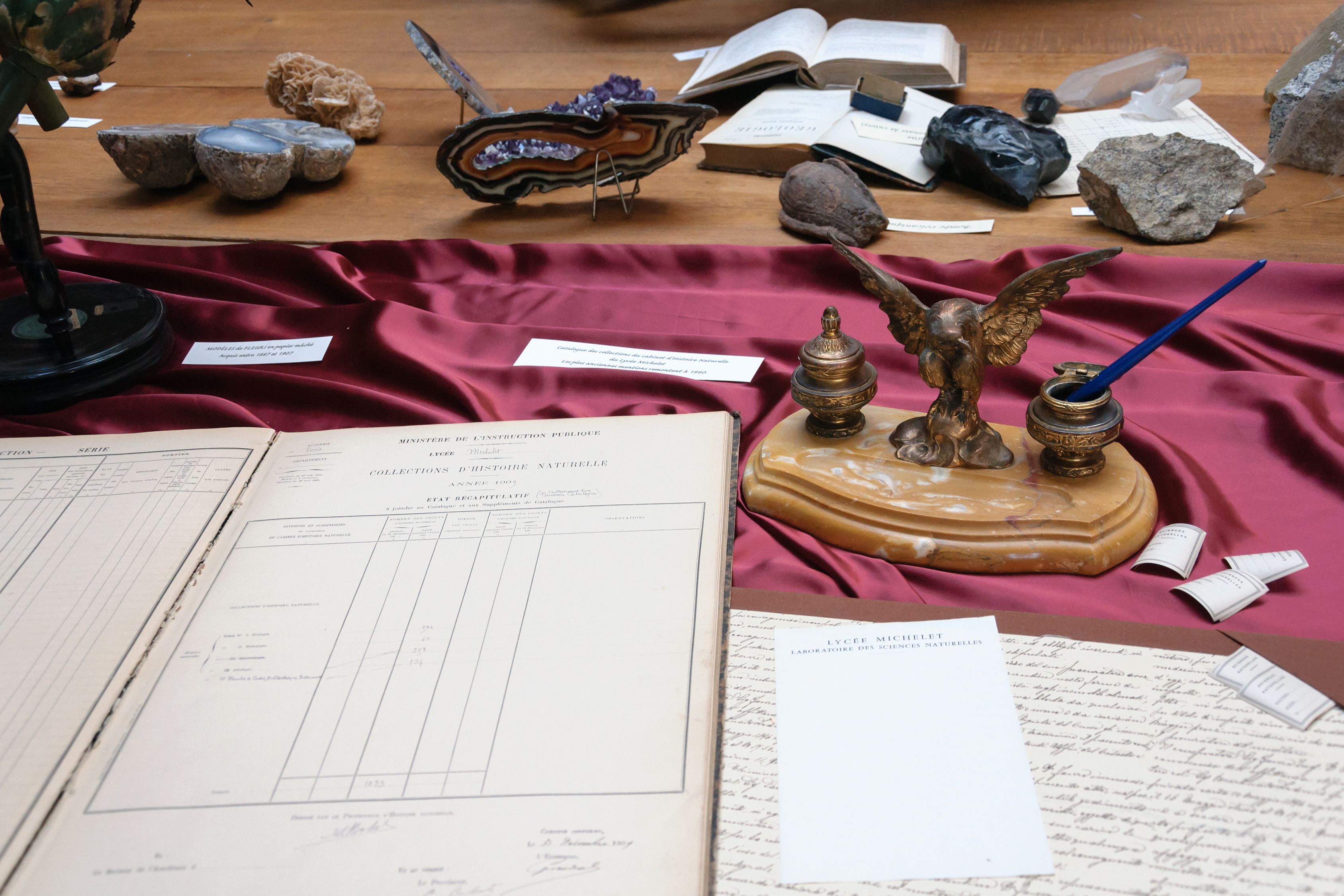
Catalogue de 1909 de la collection d'histoire naturelle du lycée Michelet à Vanves.

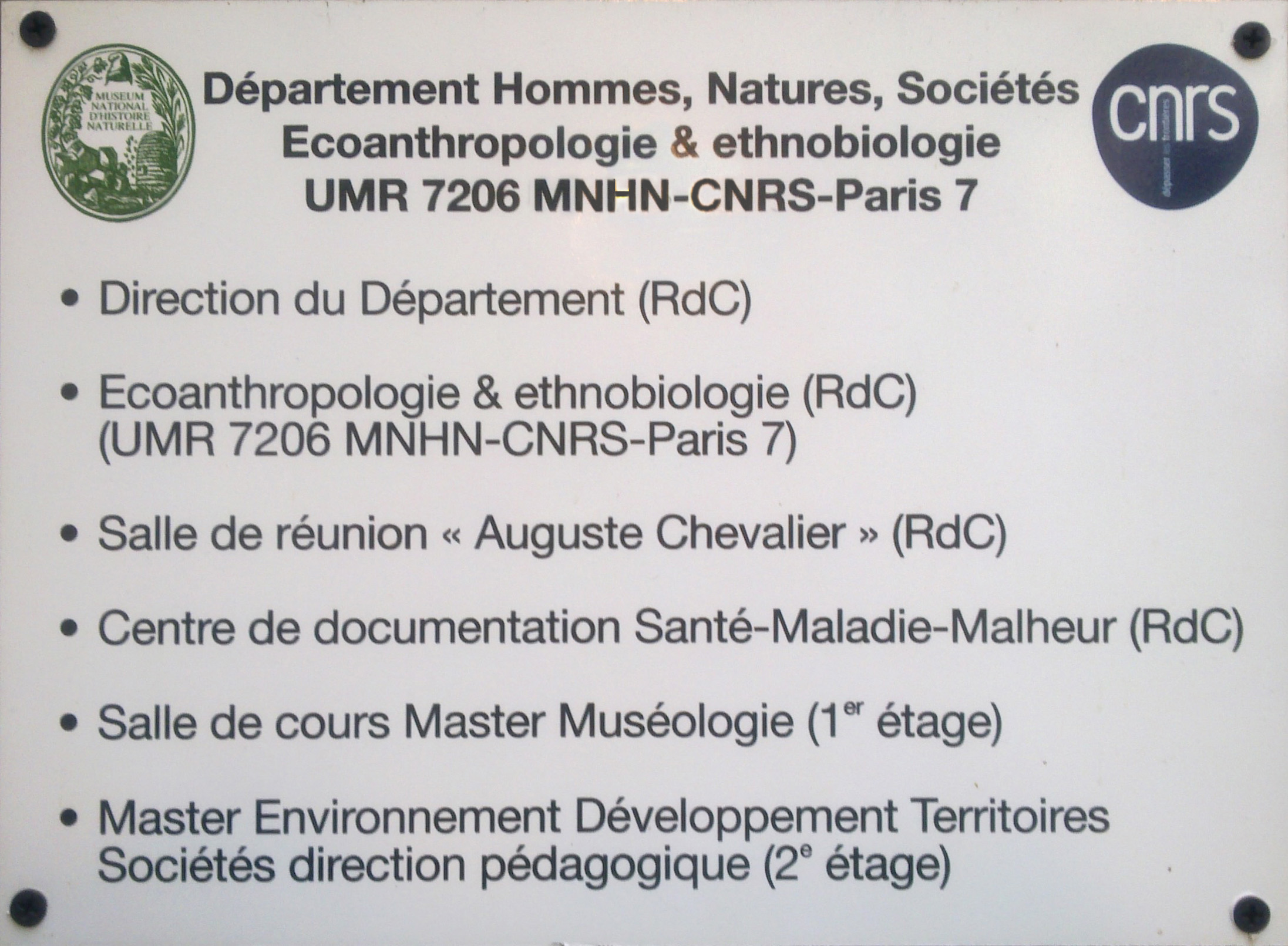
Au Muséum national d'histoire naturelle, dont le siège est à Paris, l’histoire naturelle est une approche globale et interdisciplinaire.

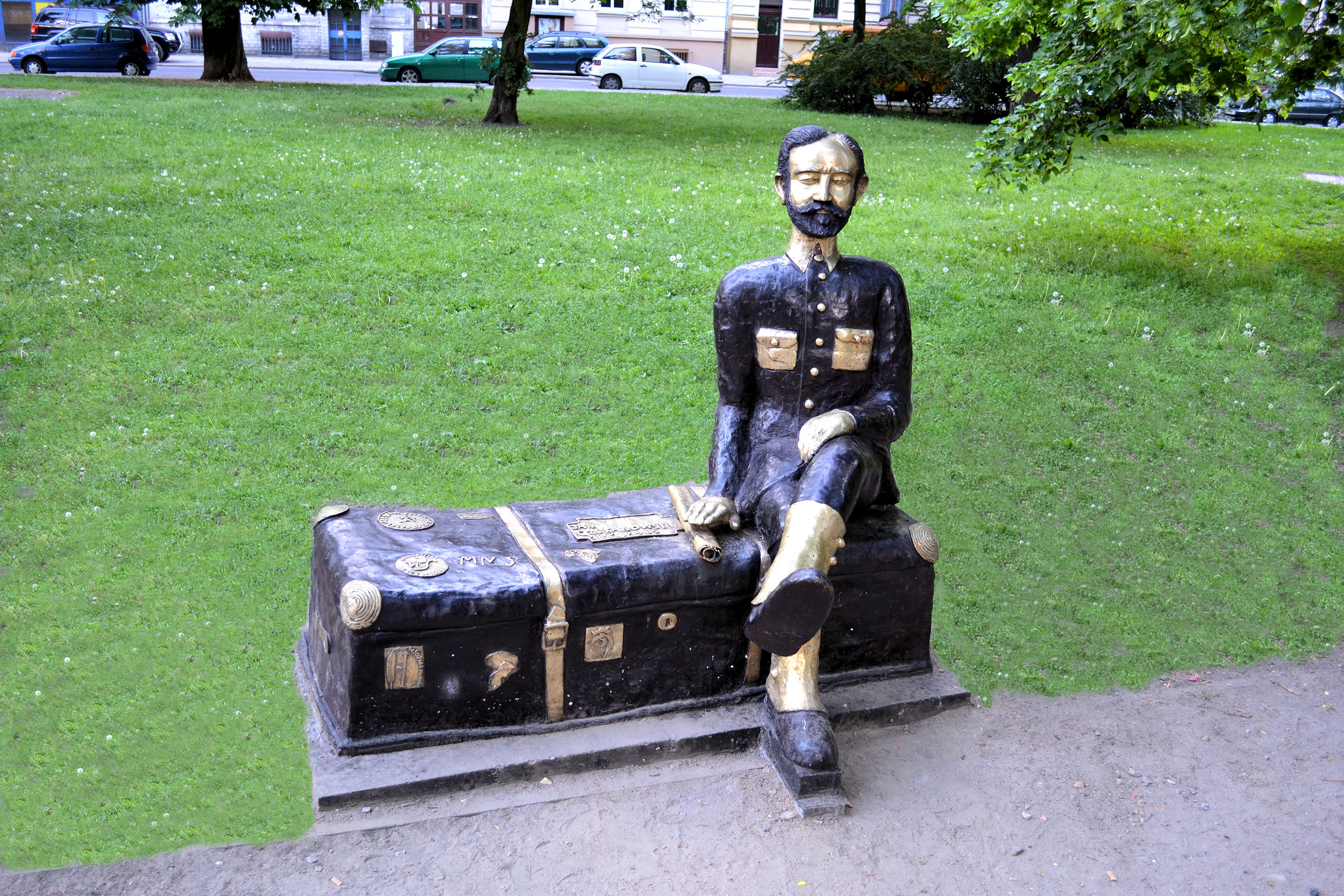
Jan Czekanowski, président de la Société Copernic des naturalistes polonais (1923-1924). Monument à Szczecin, Pologne.

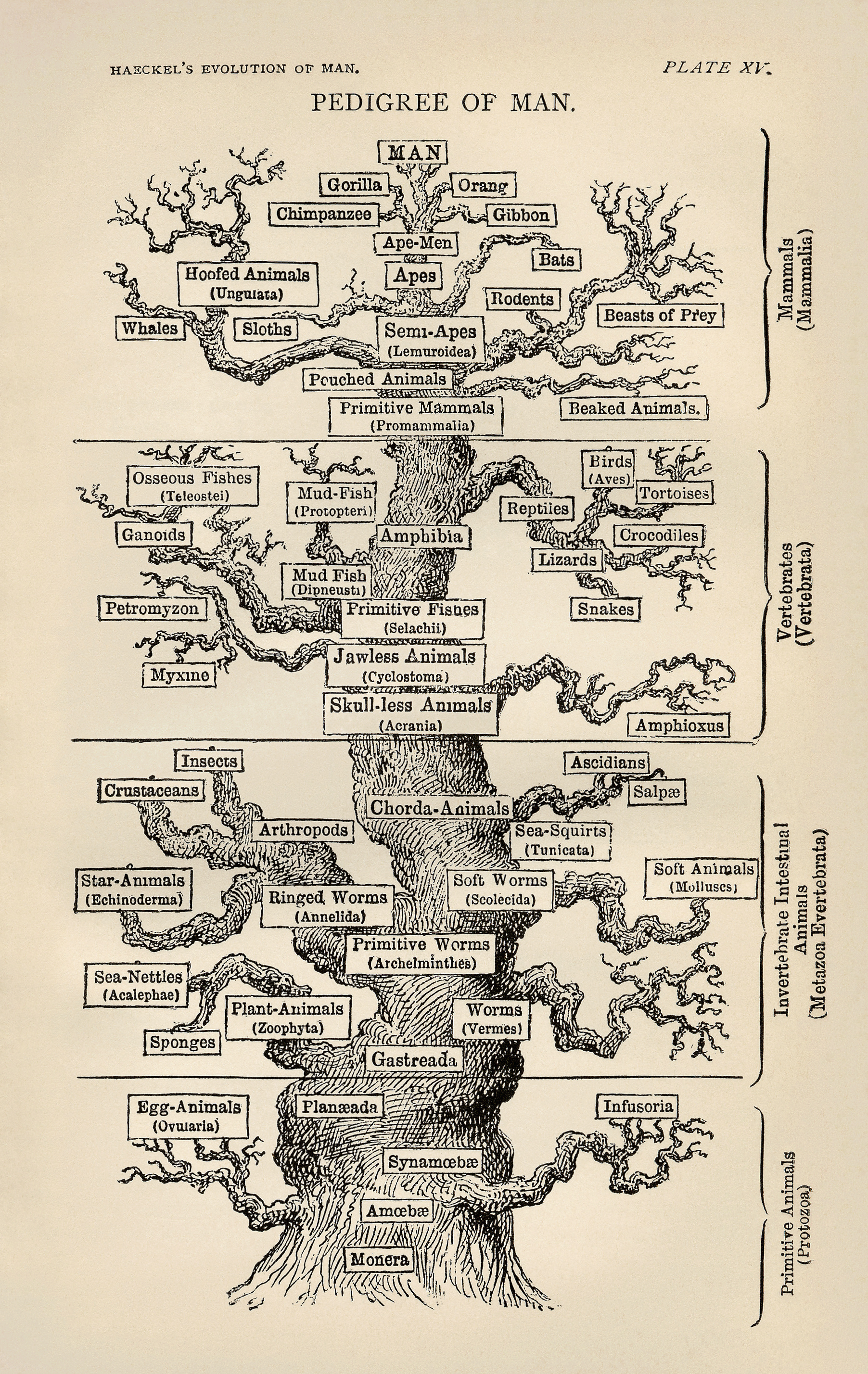
L'Arbre de la vie représenté par Ernst Haeckel dans L'évolution de l'homme (1879) illustre la vision du XIXe siècle de l'échelle des êtres selon laquelle l'évolution était un processus menant à l'apparition de l'homme.

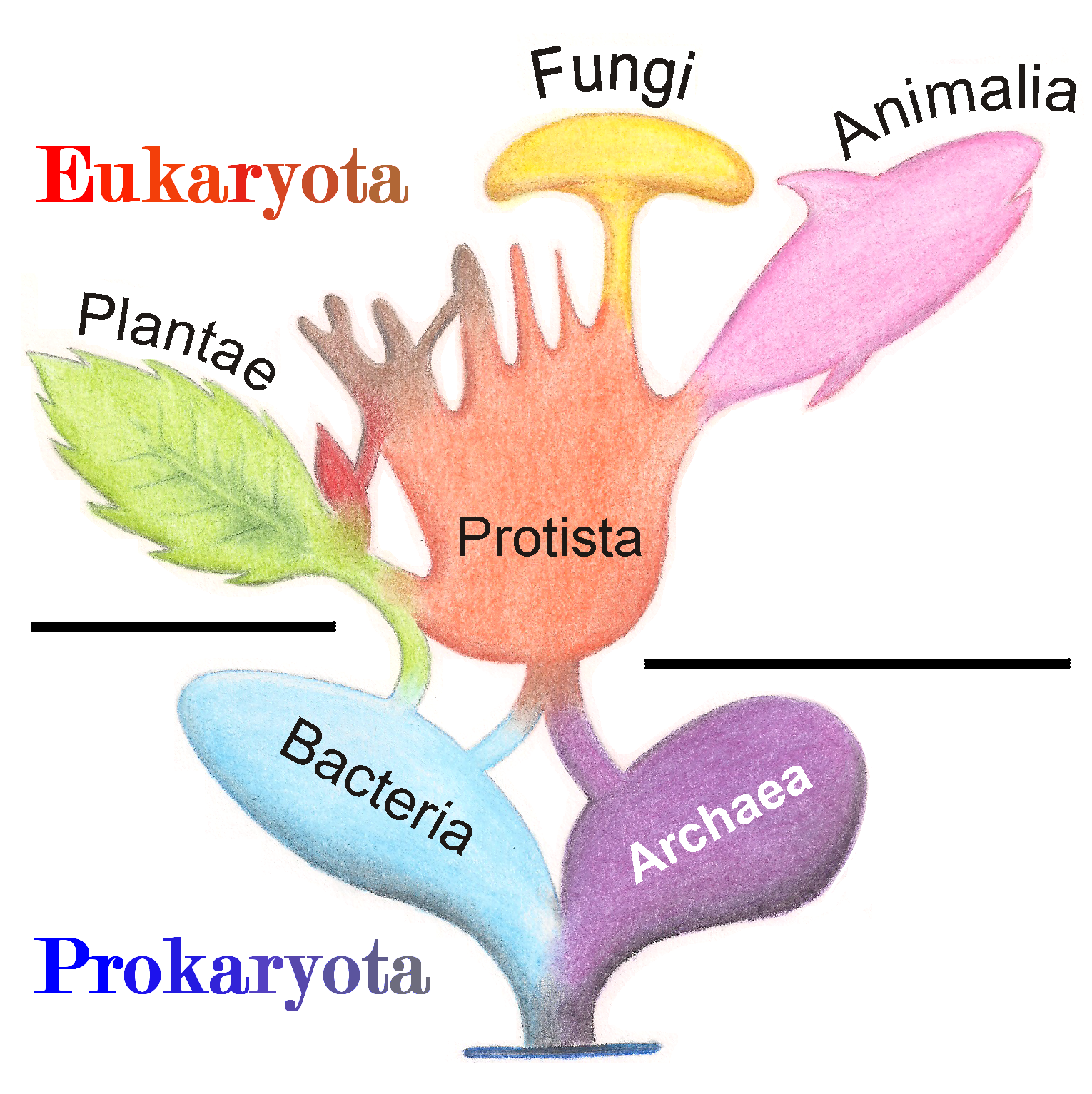
Arbre à « bulles », stylisé à des fins pédagogiques, typique de la systématique évolutionniste.

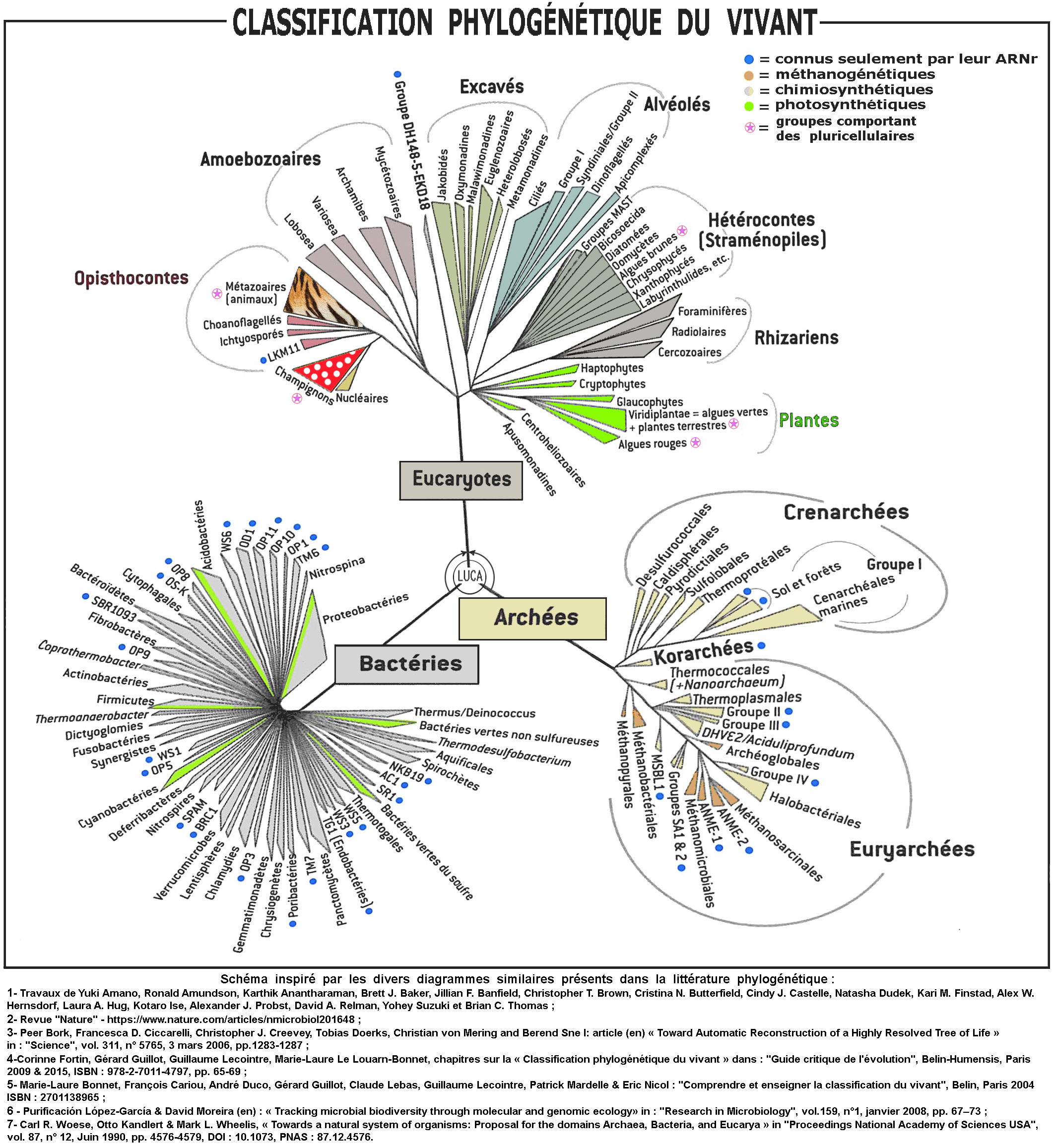
Schéma des trois grands domaines du « buisson » de l'histoire évolutive du vivant selon la classification phylogénétique : les Archées et Bactéries (Procaryotes) et les Eucaryotes.

Le terme d’histoire naturelle est apparu en français au XVIe siècle pour désigner les livres décrivant les objets de la nature. Au XXIe siècle, le Muséum national d'histoire naturelle propose une définition du terme « histoire naturelle » :
« Historiquement, c'est l'enquête, la description de tout ce qui est visible dans le monde naturel : animal, végétal, minéral. »
Le Manifeste du Muséum (2017) précise que l'étude de la diversité des sociétés humaines fait partie intégrante de l'histoire naturelle : le musée de l'Homme, musée d'anthropologie, fait d'ailleurs partie du Muséum national d'histoire naturelle, qui dispose de plusieurs chaires d'anthropologie. Le Muséum signale que les conceptions de l'histoire naturelle n’ont cessé d’évoluer au cours du temps, en citant à tour de rôle des savants tels que Carl von Linné, Georges-Louis Leclerc de Buffon, Jean-Baptiste de Lamarck et Charles Darwin, pour conclure que :
« L’histoire naturelle aujourd’hui, c’est l’étude de la diversité du monde vivant et du monde minéral et de ses interactions avec l'homme. C’est comprendre comment cette diversité s’est construite et quelle est sa dynamique. »
François Terrasson, professeur au Muséum, ajoute qu’« en histoire naturelle comme en médecine, les généralistes, avec leur vision d’ensemble, c’est-à-dire les naturalistes, sont aussi indispensables que les spécialistes, avec leur capacité d’expertise chacun dans son domaine ».

## Origines du terme
Traduction littérale de l’Historia naturalis de Pline, le terme d’« histoire naturelle » apparaît en français dans la seconde moitié du XVIe siècle, mais la démarche d’observation et de description systématique de la nature date de l’Antiquité avec Aristote, Théophraste, Antigone de Karystos et Pline l'Ancien. Il convient ici d'entendre « histoire » dans son sens antique de « enquête, recherche ».

## Évolutions du terme
Selon la définition qu’en donne Herman Boerhaave (1668-1738) dans la préface du Botanicon Parisiense de Sébastien Vaillant (1669-1722) :
« On appelle histoire naturelle la connaissance des choses, qui sont produites dans l’Univers, et que les hommes peuvent découvrir par les sens. Entre toutes les sciences qui ont été cultivées par l’industrie des hommes celle-ci a toujours passé avec raison pour une des principales. »
Au XVIIe et plus encore au XVIIIe siècle, l’expression sert à désigner l’étude des objets observables, tant en astronomie, qu’en botanique, en zoologie ou en géologie. À l’époque, le spécialiste de l’histoire naturelle est un naturaliste.
Avec le développement des connaissances, l’histoire naturelle se divise en nombreuses spécialités, au point que la démarche « naturaliste » et le métier de « naturaliste » (généraliste) disparaissent dans le courant du XXe siècle. Simultanément, sous l’influence de l’idéologie de la « lutte de l’Homme civilisé contre la nature sauvage » les mots mêmes « histoire naturelle » prennent une connotation archaïsante, tandis que biologiste et sciences naturelles acquièrent par contraste une aura de modernité.
Comme le fait remarquer Yves Delange du Muséum national d'histoire naturelle, à Paris, il y a trop souvent eu opposition entre « naturaliste » (professionnel ou amateur) et « biologiste ». En français contemporain, le terme « sciences naturelles » (qui n'est pas un synonyme stricto sensu de science de la nature), remplace à peu près la dénomination « histoire naturelle ». Celle-ci est parfois perçue à tort comme vieillotte malgré la modernité des recherches pluri-disciplinaires menées, par exemple, au Muséum national d'histoire naturelle. En fait, le terme « histoire » renvoie à son sens étymologique : « histoire » vient du grec ancien ἱστορία / historía, signifiant « enquête, connaissance acquise par l'enquête », qui lui-même vient du terme ἵστωρ / hístōr, « qui sait, qui connaît (la loi), juge ». Ainsi, l'« histoire naturelle » est une enquête approfondie sur la nature, pour continuer à acquérir des données. Ce terme, « histoire », peut aussi être interprété, à la lumière de l'approche actuelle de cette discipline, comme l'histoire de notre planète, de la vie (paléontologie) et de la lignée humaine (anthropologie). Selon cette vision récente de ce que serait l'« histoire naturelle », le terme « naturelle » renverrait alors à la biodiversité actuelle de notre planète. Au XXIe siècle, l'« histoire naturelle » est ainsi plus que jamais d'actualité en tant qu'approche systémique pluridisciplinaire, englobant sans les opposer aussi bien l'humain que la nature, l'environnement que le développement, la préservation que la valorisation.
Pour simplifier, on peut estimer que les sciences naturelles englobent les disciplines suivantes :
- géologie, minéralogie, pétrologie, paléontologie ;
- botanique, zoologie, mycologie, anatomie ;
- physiologie, biologie, génétique, microbiologie ;
- écologie…

En revanche, les Sciences naturelles se différencient nettement des sciences formelles telles que :  
- physique ;
- astronomie, cosmologie ;
- mathématiques, logique, algorithmique ;
- informatique ;

ainsi que des sciences humaines et sociales telles que :
- linguistique ;
- géographie, géonomie ;
- sociologie, psychologie, ethnologie ;
- archéologie, paléontologie ;
- etc.

et d'autres sciences telles que : 
- chimie ;
- climatologie ;
- médecine, pharmacologie ;

Le besoin d’une vision globale et interdisciplinaire subsiste néanmoins, ce qui développe, dans le dernier quart du XXe siècle, de nouvelles approches comme la géonomie (dont l’apparition date du début du XXe siècle, mais qui avait été occultée par l’évolution précédente). Avec les progrès de la génétique, l’interconnexion des savoirs, l’approche géonomique et la popularité du « développement durable » (quelles qu’en soient les interprétations, les instrumentalisations ou les degrés de compréhension), l’histoire naturelle devient progressivement une « histoire globale » de l’Univers, du système solaire et surtout de la planète Terre, une histoire interdisciplinaire à la fois cosmogonique, physique, chimique, biologique et humaine. Des livres comme The richness of Life (sous la direction de Stephen Jay Gould), Les Mondes disparus d'Éric Buffetaut et Jean Le Loeuff, Classification phylogénétique du vivant de Guillaume Lecointre et Hervé Le Guyader ou encore le Guide critique de l'évolution de Guillaume Lecointre, Corinne Fortin, Gérard Guillot et Marie-Laure Le Louarn-Bonnet, relèvent de cette nouvelle « histoire naturelle globale ». À ce sujet, Jean-René Vanney écrit :

« [cette relation] ne devrait pas être un égrènement d'événements dans le temps, ni une chronique de tel ou tel phénomène, plutôt une gerbe liant les faits dans leur globalité. »

— Jean-René Vanney, Mystère des abysses (p. 54)

## Évolution des informations visuelles en histoire naturelle
Exemple des oursins :

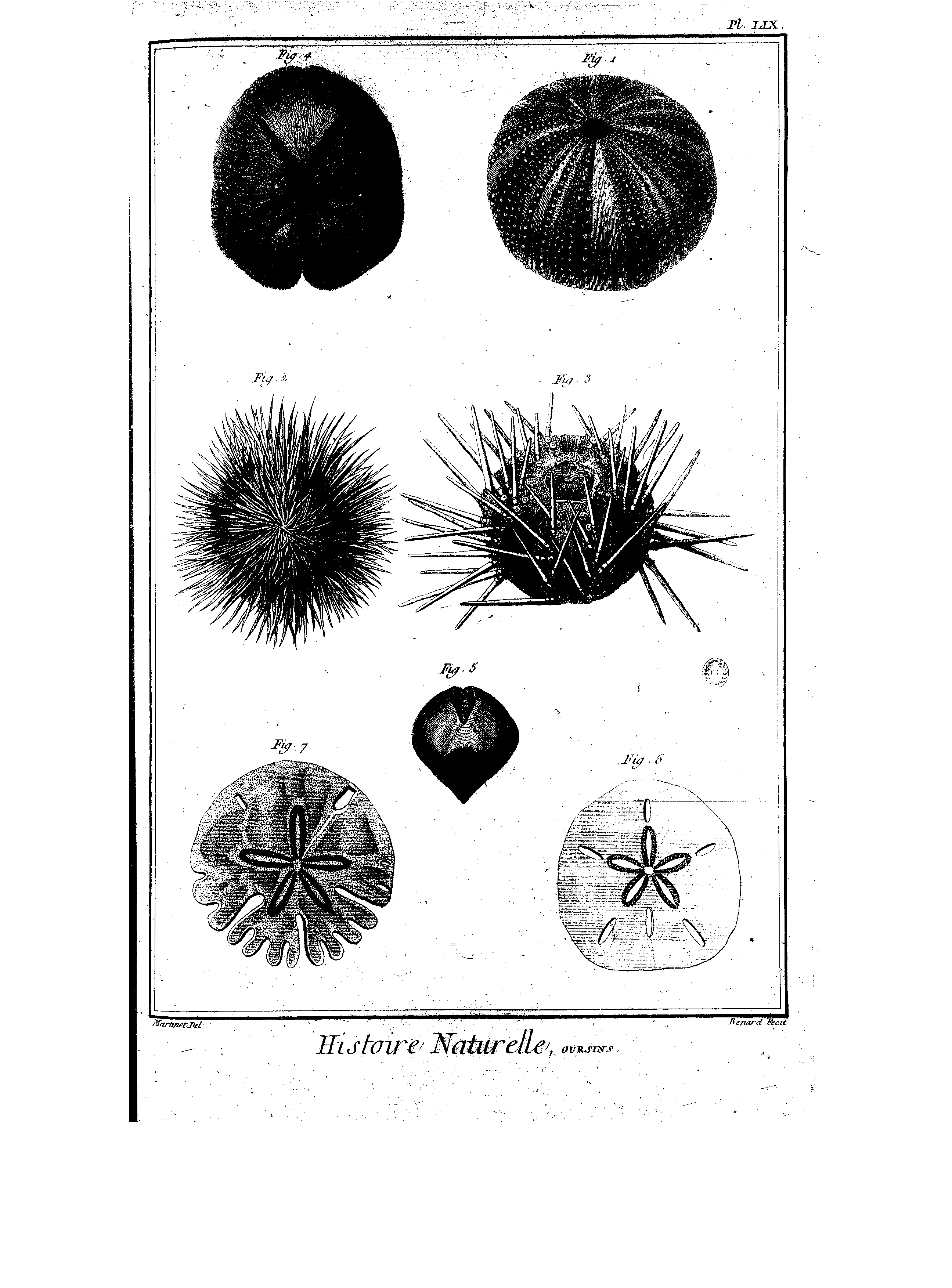
Planche d'oursins de l’Encyclopédie (vol. 5).
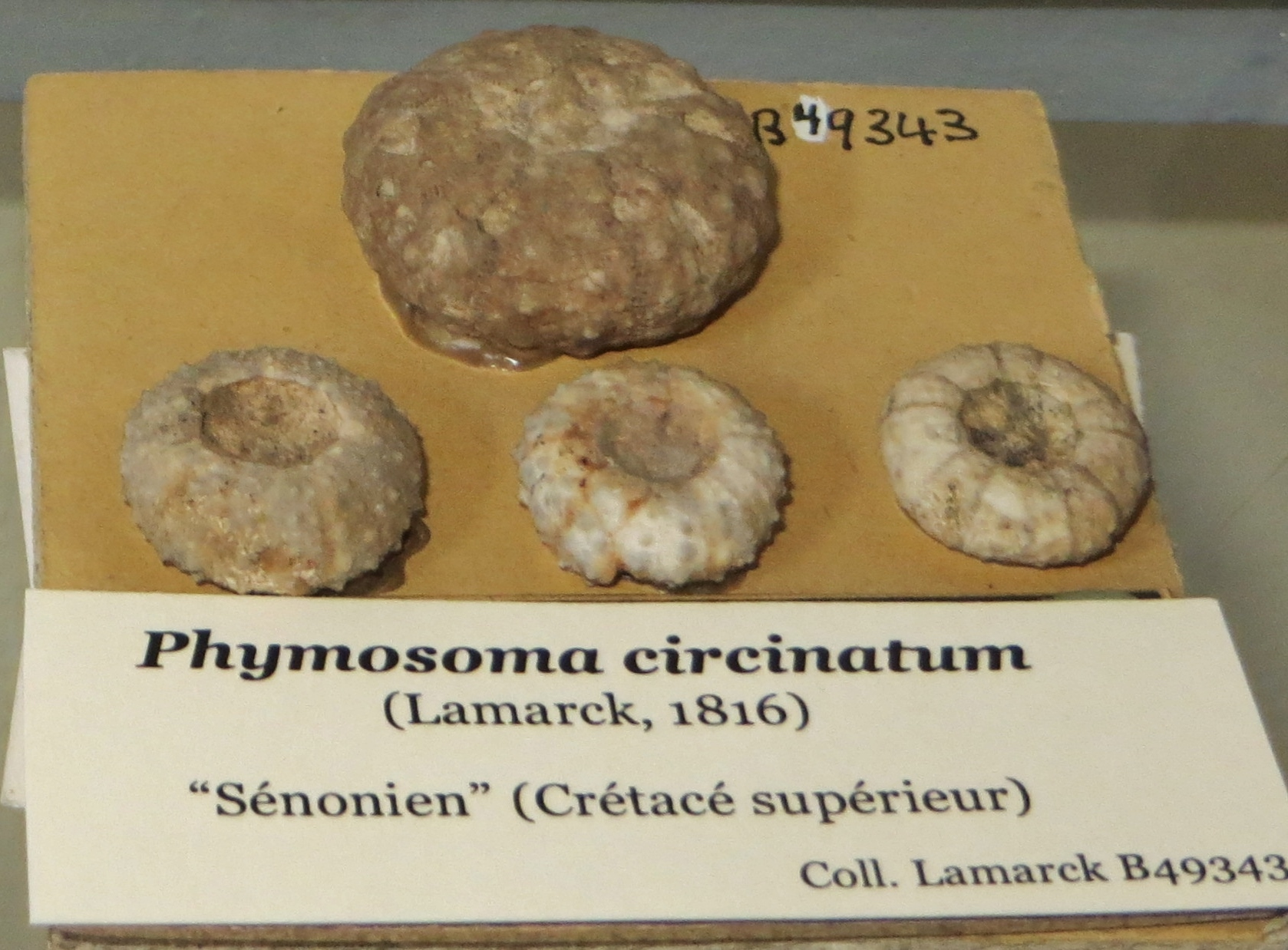
Collection d'oursins fossiles de Lamarck (MNHN).
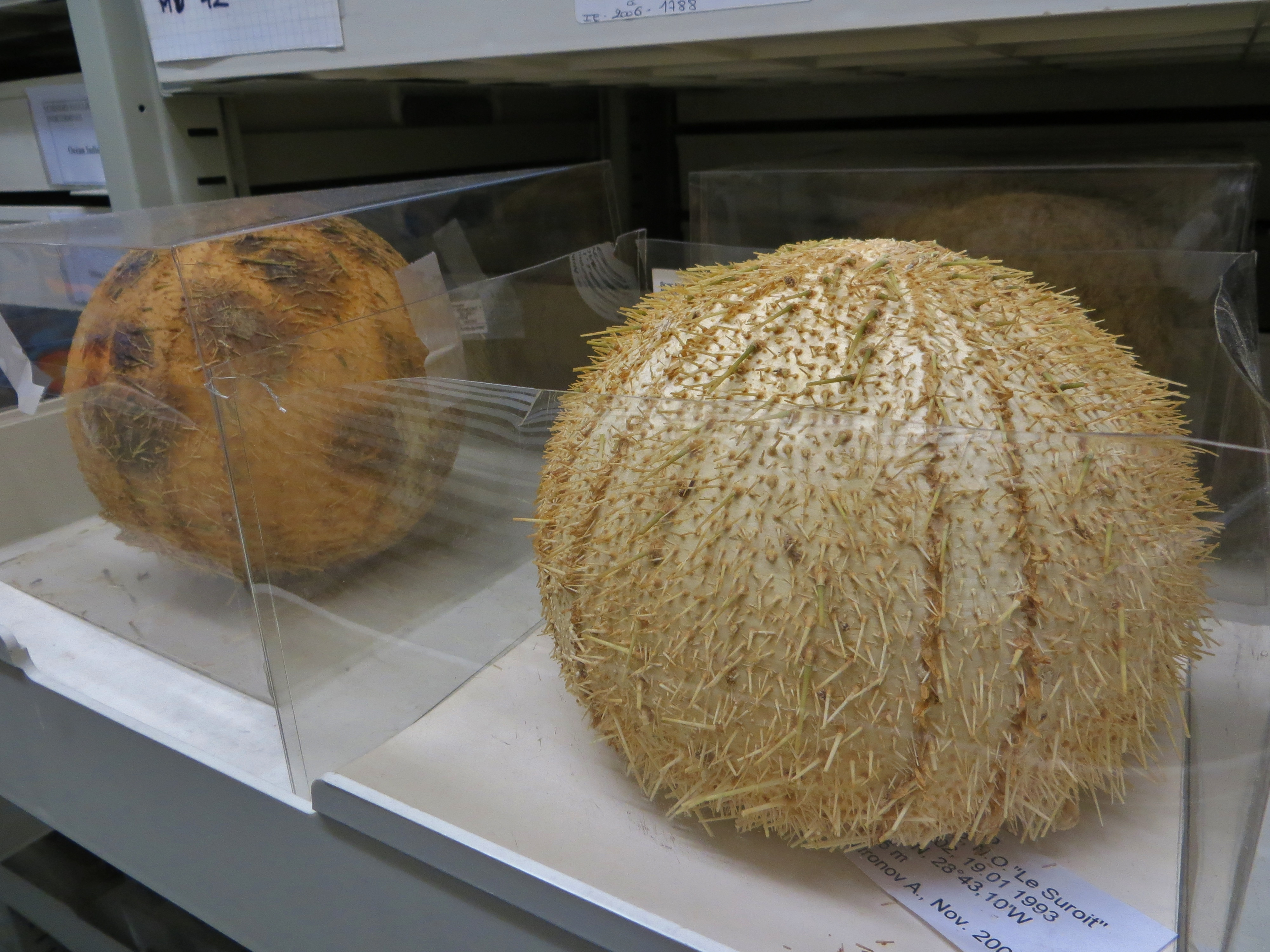
Deux oursins-melons à la zoothèque du Muséum national d'histoire naturelle (Paris).
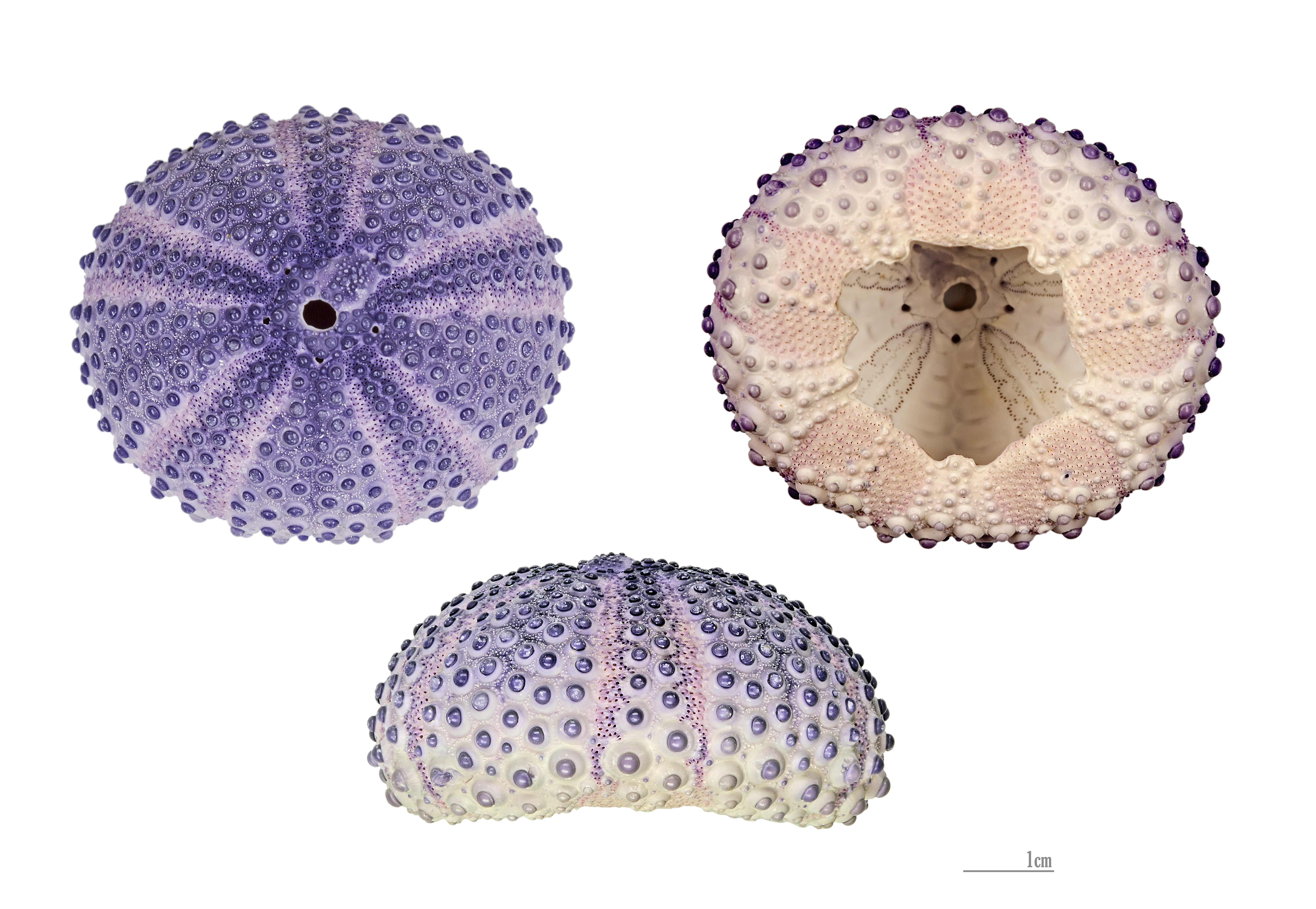
Exemple d'illustration biométrique moderne d'un oursin-tortue